# سوبر وينجز
أجنحة الإنقاذ (بالكورية : 슈퓡스) مسلسل تلفزيوني كوميدي كوري جنوبي، تم إنتاجه بشكل مشترك بواسطة «الترفيه الممتع» في كوريا الجنوبية، وكوينكي الرسوم المتحركة في كوريا الجنوبية، وشركة المطار الصغير للإنتاج في كوريا الجنوبية، بدعم من نظام البث التربوي وسي جاي إي أند إم في كوريا الجنوبية، ودعم إضافي من وكالة كوريا للمحتوى الإبداعي.

## الأصوات العربية

### نسخة الدبلجة اللبنانية
- جمانة الزنجي - جيت
- عماد فغالي - جيمبو
- حسان حمدان - باول، بيلو (الصوت الأول)
- إيمان بيطار - دوني
- شادي شمص - غراند البرت (الصوت الأول)، بيلو (الصوت الثاني)، جيروم (الصوت الثاني)
- ندى نصر

## وصلات خارجية
- أجنحة الإنقاذ على موقع IMDb (الإنجليزية)
- أجنحة الإنقاذ على موقع نتفليكس (الإنجليزية)
- أجنحة الإنقاذ على موقع كينوبويسك (الروسية)
- أجنحة الإنقاذ على موقع ألو سيني (الفرنسية)
- أجنحة الإنقاذ على موقع قاعدة بيانات الفيلم (الإنجليزية)